# Вашингтон (Вірджинія)
Вашингтон (англ. Washington) — місто (англ. town) в США, в окрузі Раппаганнок штату Вірджинія. Населення — 86 осіб (2020).

## Географія
Вашингтон розташований за координатами 38°42′42″ пн. ш. 78°9′36″ зх. д. / 38.71167° пн. ш. 78.16000° зх. д. (38.711733, -78.159959).  За даними Бюро перепису населення США в 2010 році місто мало площу 0,68 км², з яких 0,68 км² — суходіл та 0,00 км² — водойми.

## Демографія
Згідно з переписом 2010 року, у місті мешкало 135 осіб у 66 домогосподарствах у складі 32 родин. Густота населення становила 198 осіб/км².  Було 97 помешкань (142/км²).
Расовий склад населення:
| - 90,4 % — білих - 5,9 % — чорних або афроамериканців - 1,5 % — азіатів |

До двох чи більше рас належало 1,5 %. Частка іспаномовних становила 1,5 % від усіх жителів.
За віковим діапазоном населення розподілялося таким чином: 7,4 % — особи молодші 18 років, 66,7 % — особи у віці 18—64 років, 25,9 % — особи у віці 65 років та старші. Медіана віку мешканця становила 53,1 року. На 100 осіб жіночої статі у місті припадало 92,9 чоловіків;  на 100 жінок у віці від 18 років та старших — 101,6 чоловіків також старших 18 років.
Середній дохід на одне домашнє господарство  становив 96 392 долари США (медіана — 68 750), а середній дохід на одну сім'ю — 107 987 доларів (медіана — 108 542). За межею бідності перебувало 3,4 % осіб, у тому числі 0,0 % дітей у віці до 18 років та 0,0 % осіб у віці 65 років та старших.
Цивільне працевлаштоване населення становило 80 осіб. Основні галузі зайнятості: мистецтво, розваги та відпочинок — 17,5 %, науковці, спеціалісти, менеджери — 15,0 %, освіта, охорона здоров'я та соціальна допомога — 15,0 %.